# Lycaena ortygia
Lycaena ortygia är en fjärilsart som beskrevs av Henry Trimen 1887. Lycaena ortygia ingår i släktet Lycaena och familjen juvelvingar. Inga underarter finns listade i Catalogue of Life.